# Monbardon
Monbardon är en kommun i departementet Gers i regionen Occitanien i sydvästra Frankrike. Kommunen ligger i kantonen Masseube som tillhör arrondissementet Mirande. År 2022 hade Monbardon 69 invånare.

## Befolkningsutveckling
Antalet invånare i kommunen Monbardon
Referens:INSEE